# La Tapera
Villa La Tapera o La Tapera, es un pequeño asentamiento rural de la Región de Aysén del General Carlos Ibáñez del Campo y pertenece a la comuna de Lago Verde ubicada en la Provincia de Coyhaique, en la zona austral de Chile.

## Datos básicos
Fue fundado en 1970, por el Intendente de Aysén Gabriel Santelices Loyola, durante el gobierno del Presidente Eduardo Frei Montalva, al expropiarse el terreno que hoy ocupa, de la gran Estancia Río Cisnes. Posee 194 habitantes.

## Localización y accesos
El Poblado de La Tapera se encuentra ubicado en el Valle del Río Cisnes. Se encuentra a 176 km de Coyhaique, la capital provincial y regional. Está a conectada a través de la carretera X-25 (ripiada y en buen estado durante todo el año), a la Carretera Austral, pero no tiene comunicación directa con la capital comunal, Lago Verde, que se encuentra al otro lado del cordón Queulat. También se puede acceder a Argentina a través del Paso Río Frías Appeleg, ubicado a unos 50 km de distancia del pueblo.

## Economía local
Se distinguen 3 factores importantes de la economía de Villa La Tapera; Turismo, Actividad Forestal y Ganadería.
El Turismo es una de las áreas con mayor potencial, no obstante lo cual la escasa infraestructura de hospedaje alberga primordialmente a personal de servicios públicos del Gobierno Regional de Aysén y del municipio de Lago Verde en su quehacer en terreno, esto más que a turistas propiamente tales. El valle del Río Cisnes cuenta con hermosos atractivos naturales. El sector que se encuentra al suroeste se distingue por grandes extensiones de bosque nativo virgen, resaltando la belleza de las alturas de la Cordillera de los Andes en la zona. Hacia el noroeste del pueblo, hacia Argentina, se abren la pampa y los paisajes patagónicos. Por el camino, poco antes de llegar a la frontera, se encuentra la estancia Río Cisnes, en la cual se encuentra la aduana. Al sur, se encuentra la Reserva Nacional Lago Carlota.